# Esgrima nos Jogos Olímpicos de Verão de 2016 - Espada por equipes masculino
A competição de espada por equipes masculino da esgrima nos Jogos Olímpicos de Verão de 2016 foi disputada em 14 de agosto na Arena Carioca 3. A equipe francesa foi a campeã, derrotando a Itália na final.

## Calendário
| Data                  | Horário       | Rodada          |
| --------------------- | ------------- | --------------- |
| Domingo, 14 de agosto | 09h00 - 15h30 | Classificatória |
| Domingo, 14 de agosto | 17h00 - 19h50 | Fase final      |

## Medalhistas
|  | FRA França                                                       |  | ITA Itália                                                 |  | HUN Hungria                                      |
|  | Gauthier Grumier Yannick Borel Daniel Jérent Jean-Michel Lucenay |  | Enrico Garozzo Marco Fichera Paolo Pizzo Andrea Santarelli |  | Géza Imre Gábor Boczkó András Rédli Péter Somfai |

## Resultados

### Fase final
|  | Oitavas de final | Oitavas de final | Oitavas de final |  |  | Quartas de final  | Quartas de final  | Quartas de final |    |             | Semifinais  | Semifinais | Semifinais |                |                | Final          | Final | Final |
|  |                  |                  |                  |  |  |                   |                   |                  |    |             |             |            |            |                |                |                |       |       |
|  |                  |                  |                  |  |  |                   |                   |                  |    |             |             |            |            |                |                |                |       |       |
|  |                  |                  |                  |  |  | FRA França        | FRA França        | 45               |    |             |             |            |            |                |                |                |       |       |
|  | BRA Brasil       | BRA Brasil       | 25               |  |  | VEN Venezuela     | VEN Venezuela     | 29               |    |             |             |            |            |                |                |                |       |       |
|  | VEN Venezuela    | VEN Venezuela    | 45               |  |  |                   |                   |                  |    | FRA França  | FRA França  | 45         |            |                |                |                |       |       |
|  |                  |                  |                  |  |  |                   | HUN Hungria       | HUN Hungria      | 40 |             |             |            |            |                |                |                |       |       |
|  |                  |                  |                  |  |  | HUN Hungria       | HUN Hungria       | 45               |    |             |             |            |            |                |                |                |       |       |
|  |                  |                  |                  |  |  | KOR Coreia do Sul | KOR Coreia do Sul | 42               |    |             |             |            |            |                |                |                |       |       |
|  |                  |                  |                  |  |  |                   |                   |                  |    |             | FRA França  | FRA França | 45         |                |                |                |       |       |
|  |                  |                  |                  |  |  |                   | ITA Itália        | ITA Itália       | 31 |             |             |            |            |                |                |                |       |       |
|  |                  |                  |                  |  |  | ITA Itália        | ITA Itália        | 45               |    |             |             |            |            |                |                |                |       |       |
|  |                  |                  |                  |  |  | SUI Suíça         | SUI Suíça         | 32               |    |             |             |            |            |                |                |                |       |       |
|  |                  |                  |                  |  |  |                   |                   |                  |    | ITA Itália  | ITA Itália  | 45         |            | Terceiro lugar | Terceiro lugar | Terceiro lugar |       |       |
|  |                  |                  |                  |  |  |                   | UKR Ucrânia       | UKR Ucrânia      | 33 |             |             |            |            |                |                |                |       |       |
|  |                  |                  |                  |  |  | RUS Rússia        | RUS Rússia        | 32               |    |             |             |            |            |                | HUN Hungria    | HUN Hungria    | 39    |       |
|  |                  |                  |                  |  |  | UKR Ucrânia       | UKR Ucrânia       | 45               |    | UKR Ucrânia | UKR Ucrânia | 37         |            |                |                |                |       |       |
|  |                  |                  |                  |  |  |                   |                   |                  |    |             |             |            |            |                |                |                |       |       |

### Classificação 5º–8º
|  | Classificação 5–8 |                   |                   |  |  |                   |                   |                   |
|  |                   | VEN Venezuela     | 40                |  |  |                   |                   |                   |
|  |                   | KOR Coreia do Sul | 45                |  |  | Classificação 5–6 | Classificação 5–6 | Classificação 5–6 |
|  |                   |                   |                   |  |  |                   | KOR Coreia do Sul | 45                |
|  | Classificação 5–8 | Classificação 5–8 | Classificação 5–8 |  |  | SUI Suíça         | 36                |                   |
|  |                   | SUI Suíça         | 45                |  |  |                   |                   |                   |
|  |                   | RUS Rússia        | 28                |  |  | Classificação 7–8 | Classificação 7–8 | Classificação 7–8 |
|  |                   |                   |                   |  |  |                   | VEN Venezuela     | 30                |
|  |                   |                   |                   |  |  |                   | RUS Rússia        | 36                |

## Classificação final
| Pos.              | CON               | Equipe                                                            |
| ----------------- | ----------------- | ----------------------------------------------------------------- |
| Medalha de ouro   | FRA França        | Gauthier Grumier Yannick Borel Daniel Jérent Jean-Michel Lucenay  |
| Medalha de prata  | ITA Itália        | Enrico Garozzo Marco Fichera Paolo Pizzo Andrea Santarelli        |
| Medalha de bronze | HUN Hungria       | Géza Imre Gábor Boczkó András Rédli Péter Somfai                  |
| 4                 | UKR Ucrânia       | Bohdan Nikishyn Dmytro Karyuchenko Anatoliy Herey Maksym Khvorost |
| 5                 | KOR Coreia do Sul | Park Sang-young Park Kyoung-doo Jung Jin-sun Jung Seung-hwa       |
| 6                 | SUI Suíça         | Benjamin Steffen Max Heinzer Fabian Kauter Peer Borsky            |
| 7                 | RUS Rússia        | Anton Avdeev Vadim Anokhin Pavel Sukhov Sergey Khodos             |
| 8                 | VEN Venezuela     | Francisco Limardo Silvio Fernández Rubén Limardo Kelvin Caña      |
| 9                 | BRA Brasil        | Guilherme Melaragno Nicolas Ferreira Athos Schwantes              |